# Saint-Barnabé (métro de Marseille)
Pour les articles homonymes, voir Saint-Barnabé.
Située sur la place Caire dans le 12e arrondissement de Marseille, la station de Saint-Barnabé est une des 4 stations inaugurées le 5 mai 2010 sur le prolongement de la ligne 1 du métro de Marseille.
Implantée au cœur du village de Saint-Barnabé, elle permet de relier ce noyau villageois au Vieux-Port en seulement dix minutes.

## La station
La station, spacieuse en sous-sol, a été conçue par l'agence d'architectes marseillais Avérous & Simay (François Avérous, David Avérous, Suat Simay) de façon à s’intégrer le plus discrètement possible, en surface. Une seule descente, située sur la place de l’église de ce quartier pittoresque de Marseille, permet d’accéder au métro au pied des platanes centenaires.
Elle est entièrement accessible aux personnes à mobilité réduite (PMR).
La station est construite sur deux niveaux. Au niveau de surface, on trouve l'entrée, l’accès aux ascenseurs, les distributeurs de tickets et la zone de validation des billets (équipée de portillons anti-fraude) puis les accès aux quais. Au niveau souterrain, deux quais opposés encadrent la double-voie centrale.

## Correspondances RTM
Arrêt Métro Saint-Barnabé sur le boulevard Gassendi (à 50 m)
- en direction de Saint-Julien ou des Caillols centre urbain
- en direction de Métro La Fourragère

Arrêt Saint-Barnabé Cauvin sur la rue Montaigne (à 100 m)
- en direction de Métro La Fourragère
- en direction de Métro Chartreux

Arrêt Lycée Marie Gasquet sur l’avenue de Saint-Julien (à 300 m)
- en passage vers  Foch 5 Avenues ou vers Les Trois Lucs (Enco de Botte) / Bois Lemaître
- en direction de Métro Chartreux
- en direction de Canebière (Bourse) ou des Caillols centre urbain

Arrêt Léon Meisserel sur la rue Léon-Meisserel (à 50 m)
- en direction de Saint-Julien
- en direction de Métro Chartreux

Il est à noter que les lignes        sont en correspondance quai à quai dans le pôle d'échanges de la Fourragère (station suivante, terminus du métro).

## À proximité
- Église de Saint-Barnabé
- Maison Pour Tous de Saint-Barnabé
- Crèche dans le Château de Saint-Barnabé
- Centre commercial de Saint-Barnabé Village (Carrefour Market)
- Lycée privé Marie Gasquet

## Services
- Service assuré du lundi au dimanche de 5h à 1h.
- Distributeurs de titres: possibilité de régler par billets, pièces, carte bancaire.

## Galerie

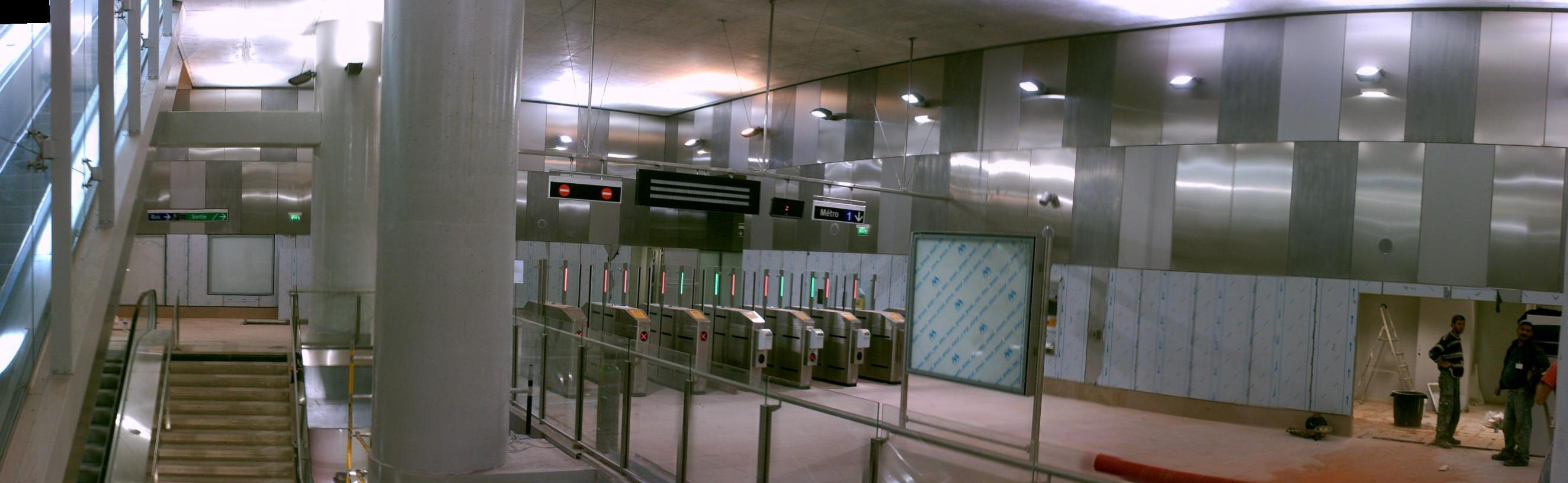
Hall souterrain de la station.
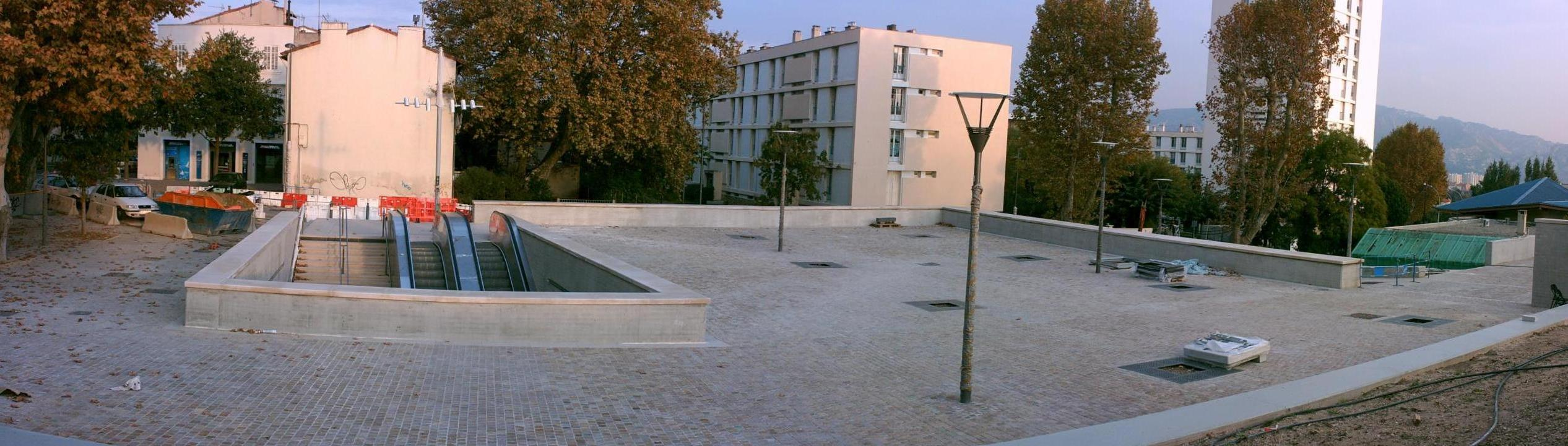
Place Caire, accès extérieurs.
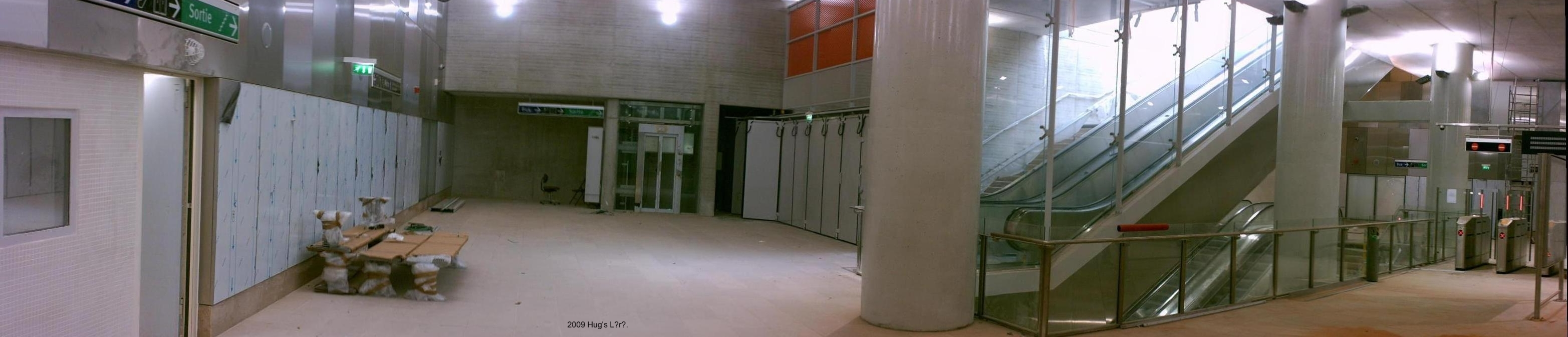
Le Hall d'accès aux quais.
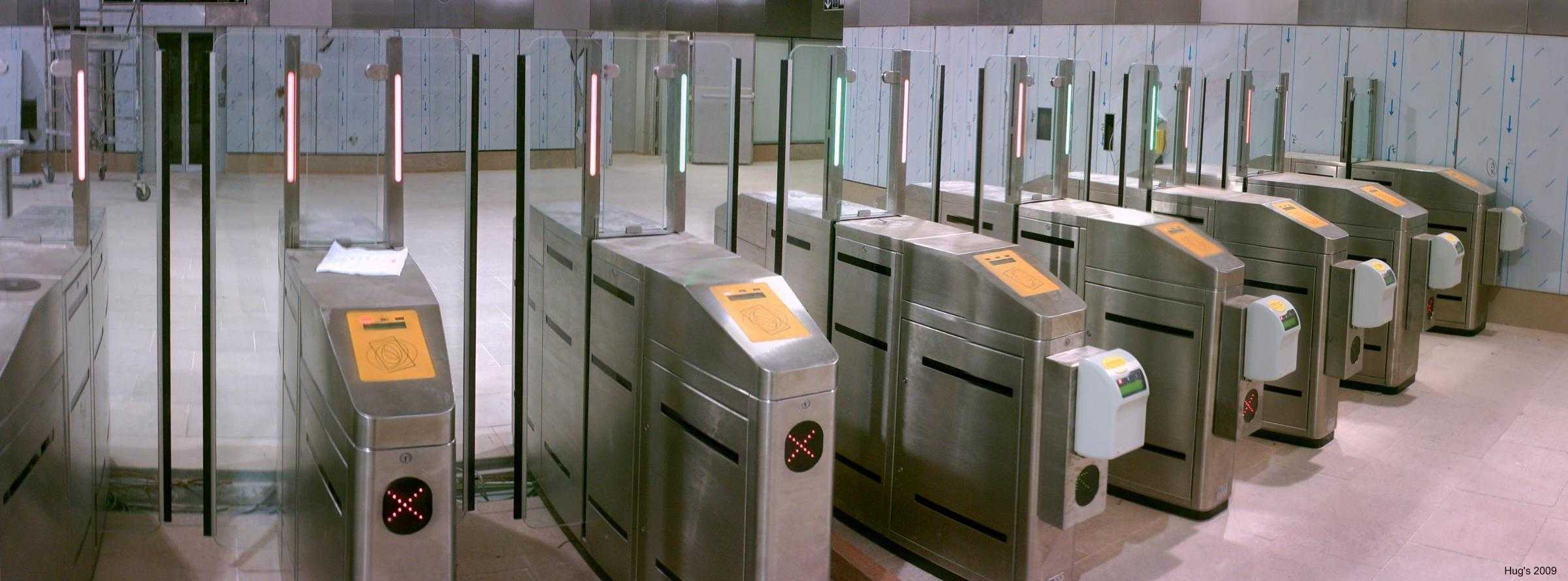
Portiques anti-fraude.